# Alain Patritti
Alain Patritti (né le 15 juillet 1953 à Bohain) est un coureur cycliste français, professionnel de 1978 à 1980.

## Biographie
En 1978, il se classe deuxième de la dixième étape du Tour de France à Pau. Il remporte le sprint du peloton trente secondes derrière le néerlandais Henk Lubberding. Il lève alors les bras comme s'il avait gagné l'étape. Il appartient alors à l'équipe française Jobo-Spidel-Supéria dont les maillots orange et blanc sont restés dans les mémoires. Son leader était un grimpeur nommé Mariano Martinez et parmi ses équipiers se trouvait Jean-François Pescheux, futur dirigeant du Tour de France. 
Alain Patritti fit aussi partie d'une échappée fameuse avec Lucien Van Impe en 1979 lors de l'étape Amiens-Roubaix. Elle fut bloquée par un groupe de sidérurgistes grévistes, privant les deux hommes d'une victoire d'étape probable.  
Originaire de Laon, Alain Patritti a ensuite travaillé dans la boulangerie. 

## Palmarès sur route
- 1976
  - Tour du Cambrésis
  - Paris-Épernay
- 1977
  - Championnat de Picardie sur route
  - 2e étape du Circuit de la Sarthe

## Résultats sur le Tour de France
2 participations
- 1978 : 54e
- 1979 : hors délai (12e étape)

## Palmarès sur piste
- 1971
  -  Champion de France de vitesse juniors
- 1980
  - 3e du championnat de France de vitesse
  - 3e du championnat de France de la course aux points